# ليوناردو فابيو كاسترو
ليوناردو فابيو كاسترو (بالإسبانية: Leonardo Fabio Castro) (14 يونيو 1992 ببيريرا في كولومبيا - ) هو لاعب كرة قدم كولومبي في مركز الهجوم.

## وصلات خارجية
- ليوناردو فابيو كاسترو على موقع قاعدة بيانات كرة القدم.إي يو (الإنجليزية)
- ليوناردو فابيو كاسترو على موقع Soccerway.com (الإنجليزية)
- ليوناردو فابيو كاسترو على موقع AS.com (الإسبانية)